# Petaure de ventre groc
El petaure de ventre groc (Petaurus australis) és una espècie de petaure, aproximadament de la mida d'un conill. Sol tenir una esquena grisa-marró i un ventre blanc fosc a taronja, amb llargues orelles puntades i una llarga cua.